# Akaki Kibordzalidze
Akaki Kibordzalidze (17 de agosto de 1963 – 10 de julio de 2001) fue un deportista soviético que compitió en judo. Ganó una medalla en el Campeonato Mundial de Judo de 1989, y dos medallas en el Campeonato Europeo de Judo en los años 1987 y 1988.

## Palmarés internacional
| Campeonato Mundial | Campeonato Mundial    | Campeonato Mundial | Campeonato Mundial |
| Año                | Lugar                 | Medalla            | Categoría          |
| ------------------ | --------------------- | ------------------ | ------------------ |
| 1989               | Belgrado (Yugoslavia) | Medalla de plata   | Abierta            |
| Campeonato Europeo |                       |                    |                    |
| Año                | Lugar                 | Medalla            | Categoría          |
| 1987               | París (Francia)       | Medalla de bronce  | +95 kg             |
| 1988               | Pamplona (España)     | Medalla de plata   | Abierta            |